# 12897 Bougeret
12897 Bougeret (1998 RY5) là một tiểu hành tinh vành đai chính.